# Luis Villalobos
Luis Ricardo Villalobos Hernández (Lagos de Moreno, Jalisco, 26 de junio de 1998) es un ciclista profesional mexicano de ruta. 
Desde agosto de 2019 hasta mayo de 2020 corrió con el equipo estadounidense EF Education First Pro Cycling Team de categoría UCI WorldTeam. 
El 18 de mayo de 2020 fue suspendido de manera provisional por la UCI después de haber dado positivo en GHRP-6 en un control antidopaje realizado el 25 de abril de 2019. Finalmente fue sancionado con cuatro años, hasta el 17 de mayo de 2024, y todos sus resultados desde el 25 de abril de 2019 fueron anulados.

## Palmarés

### Ruta
2018
- Campeonato de México Contrarreloj
- Clásica Lunes del Cerro, más 2 etapas

### Pista
2018
- 3.º en el Campeonato Panamericano en Persecución Individual

## Equipos
- Crisa Seei (2017)
- Aevolo (2017-07.2019)
- EF Education First (08.2019-05.2020)
  - EF Education First Pro Cycling Team (08.2019-12.2019)
  - EF Pro Cycling (2020)